# Luiz Pinto Ferreira
Luiz Pinto Ferreira (Recife, 7 de outubro de 1918 — Recife, 7 de abril de 2009) foi um advogado, político e escritor brasileiro.

## Primeiros anos
Era filho de Alfredo Pinto Ferreira e Maria Regina. Pela via paterna, era neto de imigrantes portugueses que fundaram a Firma "Pinto Ferreira e Cia", desenvolvendo atos de comércio e exportação de álcool e aguardente. Pela via materna, era neto do Deputado e jurista Leopoldo Marinho de Paula Lins e de Hermínia Brasileiro.
Durante a infância, estudou nos Colégios Nóbrega e Liceu Pernambucano. Posteriormente, estudou também no Colégio Aldridge no Rio de Janeiro. Por fim, concluiu seus estudos secundários no Colégio Marista em Recife e em curso preparatório para o vestibular, com 14 anos de idade.
Aos 15 anos de idade, realizou a inscrição para o vestibular de Direito na Faculdade de Direito do Recife (atualmente Universidade Federal de Pernambuco) e conseguiu ser o primeiro colocado. Com apenas 17 anos de idade e enquanto era estudante da graduação, lançou seu primeiro livro: Novos rumos do Direito Público, sendo objeto de elogios de seus professores e de juristas como Clóvis Beviláqua e Pontes de Miranda.
Aos 20 anos, concluiu o curso de Direito, sendo o aluno laureado de sua turma.

## Docência universitária e pesquisas realizadas
Pinto Ferreira foi durante algum tempo advogado, mas logo se tornou Promotor de Justiça em Glória do Goitá (PE) - tomando posse em 23 de janeiro de 1940. Em 1944 (seis anos após se formar em Direito), foi aprovado no concurso para professor Livre-Docente de Teoria Geral do Estado da Faculdade de Direito do Recife, apresentando a tese "Da Soberania".
Em 1950, tornou-se Professor Catedrático de Direito Constitucional na mesma instituição após ser aprovado em concurso com a tese “Princípios Gerais de Direito Constitucional Moderno” que seria publicado mais tarde como um de seus principais livros.
Além de Teoria do Estado e de Direito Constitucional, Pinto Ferreira foi professor de Sociologia, Filosofia, Direito Administrativo e Geopolítica em várias instituições, inclusive ensinando em Programas de Mestrado e Doutorado. Dentre suas pesquisas, sempre focou em estudos sobre a Constituição e questões da sociologia.
Na administração universitária da UFPE, foi Chefe do I Departamento de Direito Público Geral e Processual e também Diretor do Centro de Ciências Jurídicas. Anos depois, chegou a ser Vice-Reitor Substituto e Reitor Interino da UFPE.
Era membro da Academia Pernambucana de Letras, onde ocupava a cadeira 6.

## Atividade política
Em 1962, foi eleito suplente de senador pelo PTB na chapa de seu correligionário José Ermírio de Moraes, chegando a assumir o mandato entre 1962 e 1963. Seus pronunciamentos enquanto senador foram sempre associados ao governo Jango e sua defesa pelo nacionalismo econômico como foi o caso de seu pronunciamento no dia 2 de abril de 1963 (um ano antes do início do regime militar).
No período militar, foi presidente do MDB local e ofereceu sua própria residência como sede do partido. Posteriormente, participou da Comissão dos Notáveis e redigiu um anteprojeto da Constituição do Brasil de 1988. Redigiu também um anteprojeto da Constituição de Pernambuco e ofereceu como presente ao governo do seu Estado.
Dentre as homenagens recebidas, destacam-se os títulos de Professor Emérito da UFPE e de Doutor Honoris Causa pela Universidade de Coimbra.

## Livros publicados
Pinto Ferreira publicou mais de 200 livros, entre 1937 e 2001. Alguns deles são:
- Novos rumos do Direito Público (o primeiro, em 1937)
- Teoria científica do conhecimento
- Sociologia das revoluções
- Ologênese Ciclo Social
- Teoria do espaço social
- A democracia socialista e o presidencialismo brasileiro
- Princípios gerais do Direito Constitucional moderno
- Tobias Barreto e a nova escola do Recife
- Pernambuco e seu destino histórico
- Teoria geral do Estado
- As Constituições dos estados no regime federativo
- Recordação de Hegel
- História da Faculdade de Direito do Recife
- Educação e Constituinte
- Presidencialismo e parlamentarismo
- A constitucionalização simbólica
- A justiça no estado de direito
- Internet, crimes eletrônicos e criptografia
- Dicionário de Sociologia
- Pequena história da literatura brasileira.